# Boddenbroek (natuurgebied)

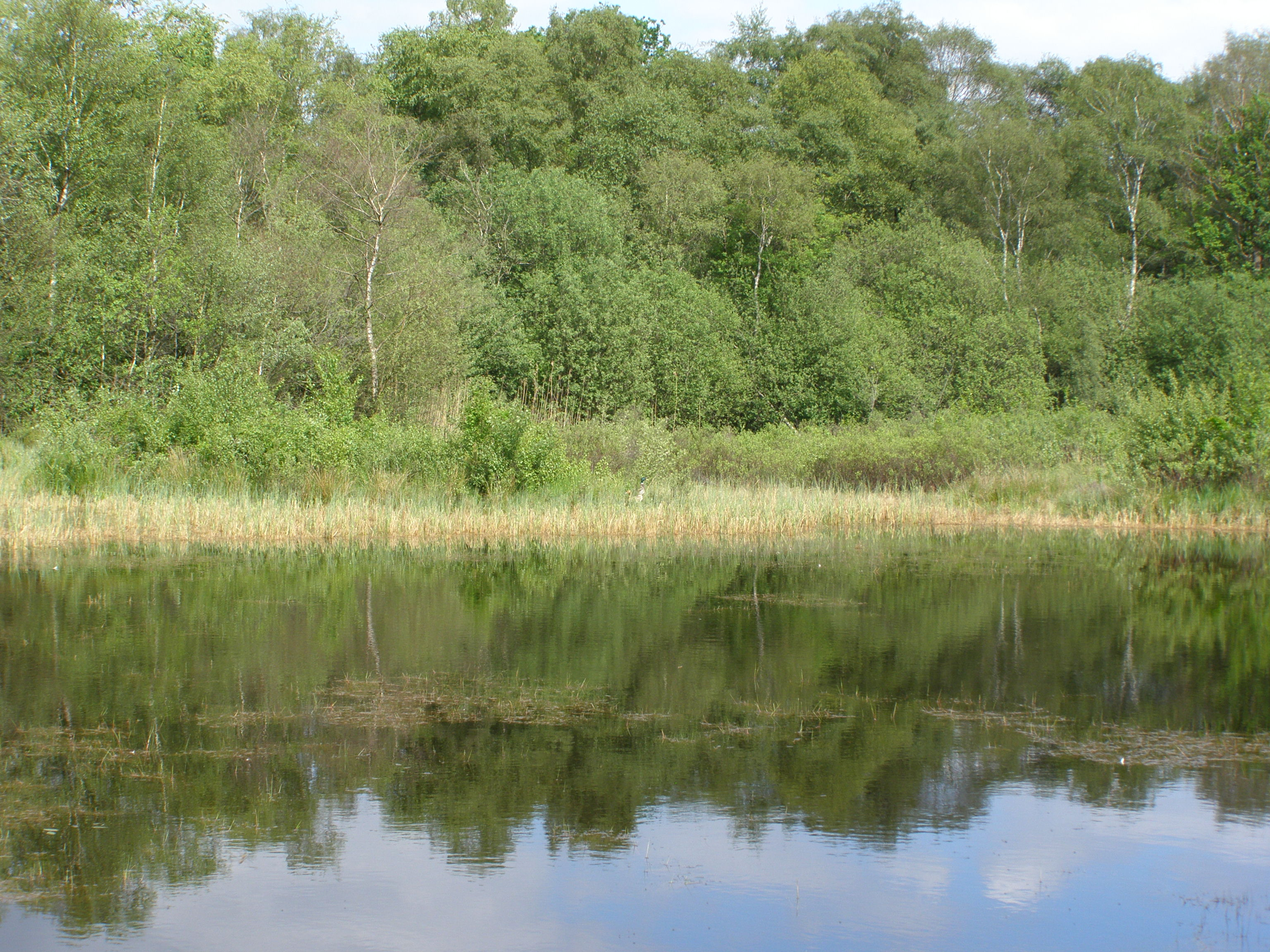
Ven in het Boddenbroek

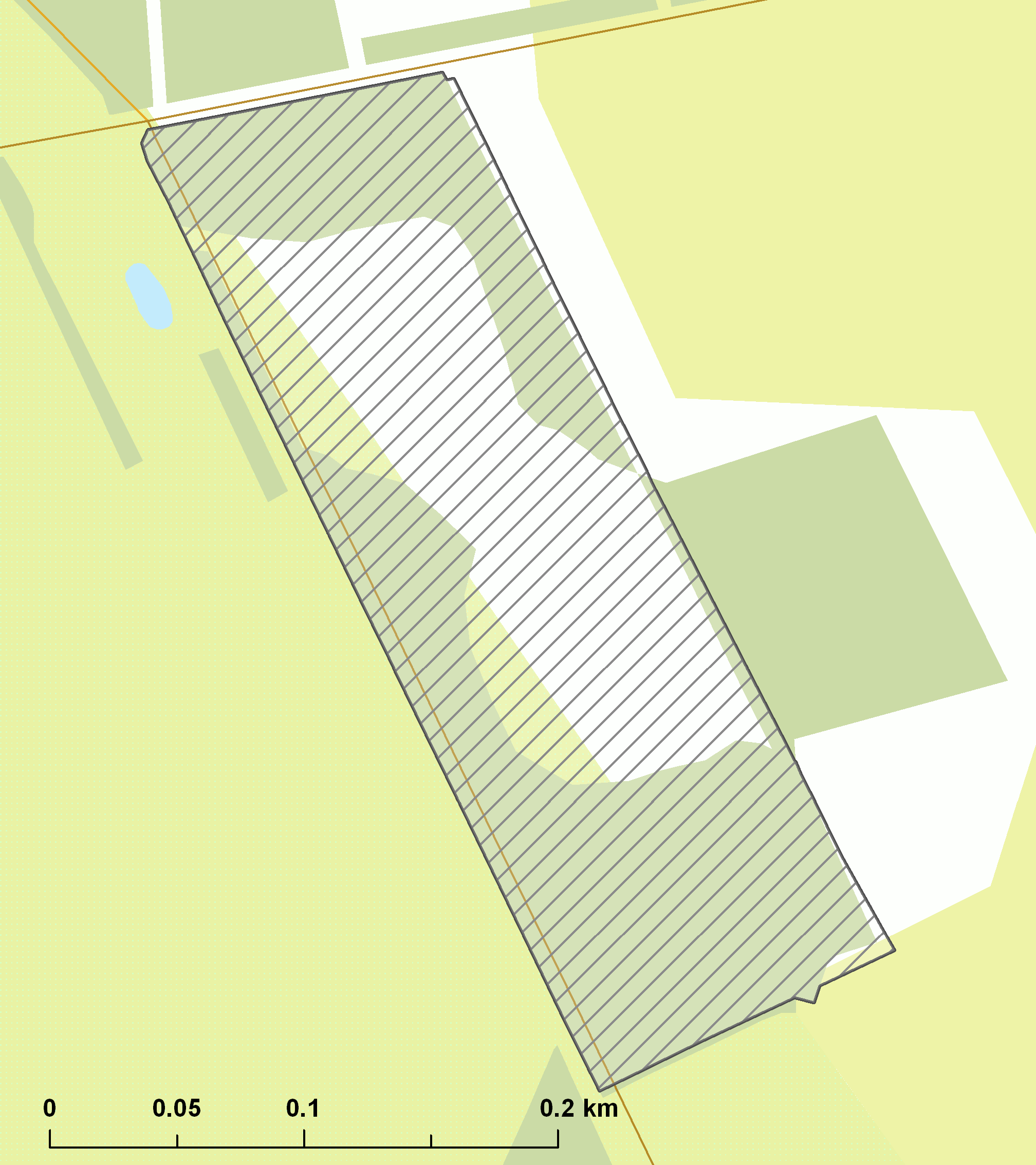
Grenzen Natura 2000 gebied

Het Boddenbroek is een klein natuurterrein tussen Hengevelde en Beckum met een oppervlakte van ongeveer 5 ha. Het is omgeven door landbouwgronden en wordt beheerd door Stichting Twickel.
Bijzonder is het kleine ven, dat omgeven wordt door natte heidevegetaties.
Tot 2013 stond het gebied op de lijst van Natura-2000 gebieden maar is daar vanaf gehaald.
Ten oosten van het Boddenbroek loopt de Drekkersstrang, een watergang die afwatert in noordnoordwestelijke richting en in de buurt van Bentelo uitmondt in de Hagmolenbeek.
In de jaren 1990 is hierin een beweegbare stuw geplaatst. Hierdoor is het waterpeil in deze beek verhoogd. Deze maatregel heeft tot een verbetering van de waterhuishouding in het Boddenbroek geleid.
Tot 2002 kwam het zeer zeldzame Goudklauwtjesmos (Hypnum imponens) hier voor, maar deze is recent niet meer waargenomen.